# Cache Array Routing Protocol
Протокол маршрутизации массива кэшей Cache Array Resolution Protocol (CARP) используется для балансировки нагрузки HTTP-запросов на несколько серверов прокси-кеша.
CARP протокол определяет механизм, посредством которого группа кэширующих прокси-серверов может функционировать как единый логический кэш.
Реализовано в Apache Traffic Server, Squid, а также Microsoft Internet Security and Acceleration Server и F5 Networks BIG-IP devices.